# Бофцен
Бофцен (њем. Boffzen) општина је у њемачкој савезној држави Доња Саксонија. Једно је од 32 општинска средишта округа Холцминден. Према процјени из 2010. у општини је живјело 2.819 становника. Посједује регионалну шифру (AGS) 3255004.

## Географски и демографски подаци
Бофцен се налази у савезној држави Доња Саксонија у округу Холцминден. Општина се налази на надморској висини од 121 метра. Површина општине износи 8,0 km².

## Становништво
У самом мјесту је, према процјени из 2010. године, живјело 2.819 становника. Просјечна густина становништва износи 351 становника/km².

## Међународна сарадња
| Мјесто | Држава    | Врста сарадње | Од    |
| ------ | --------- | ------------- | ----- |
|        | Француска | партнерство   | 1977. |
| Извор  |           |               |       |